# Scopula rosea
Scopula rosea là một loài bướm đêm trong họ Geometridae.